# Journal of Vertebrate Paleontology
Journal of Vertebrate Paleontology is een internationaal, aan collegiale toetsing onderworpen wetenschappelijk tijdschrift op het gebied van de paleontologie. De naam wordt in literatuurverwijzingen meestal afgekort tot J. Vertebr. Paleontol. Het wordt uitgegeven door de Society of Vertebrate Paleontology en verschijnt 4 keer per jaar. Het eerste nummer verscheen in 1980.